# Tøyen

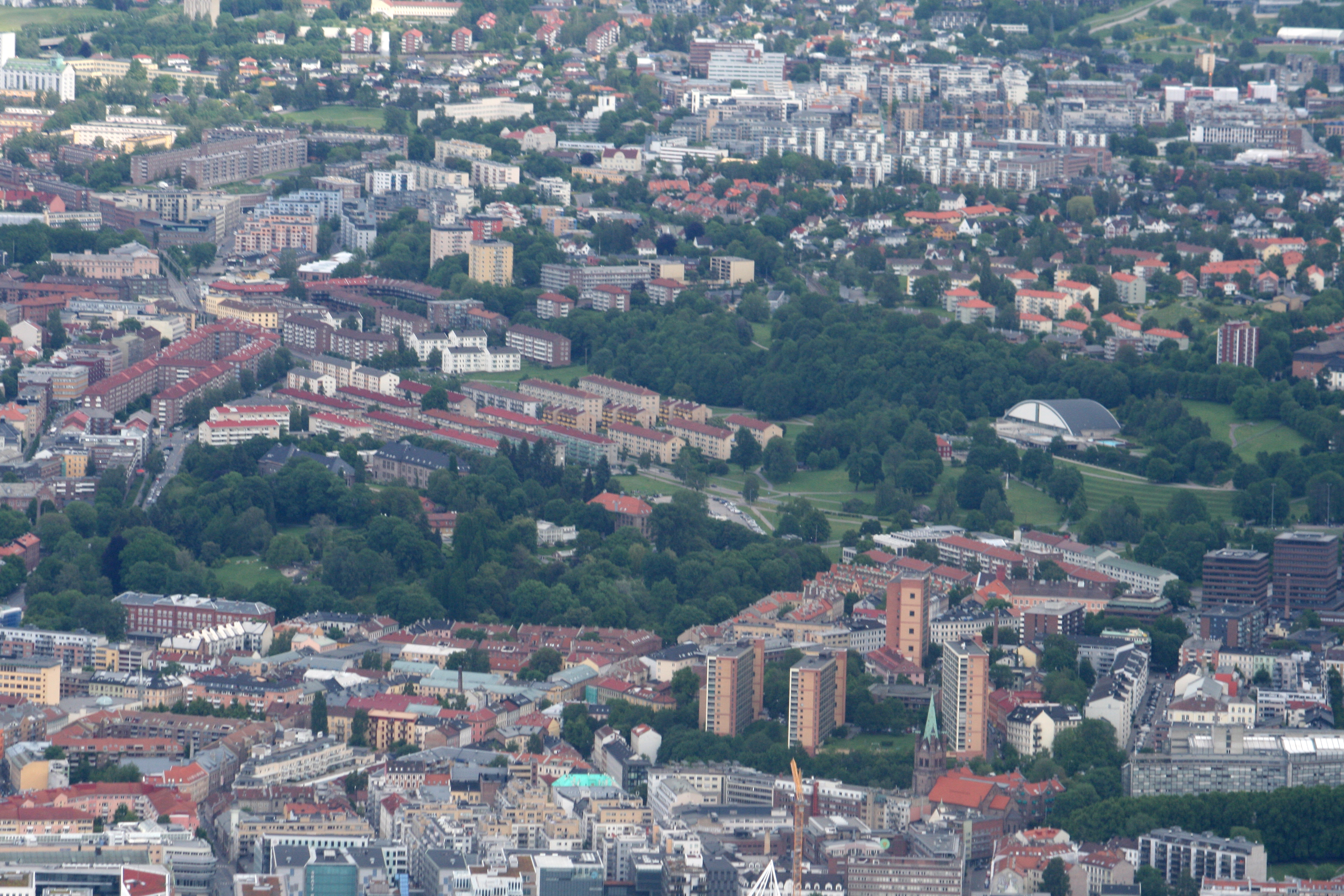
Luftbild mit dem Botanischen Garten und Tøyenparken

Tøyen ist ein Stadtteil der norwegischen Hauptstadt Oslo, der Teile der Stadtbezirke Gamle Oslo und Grünerløkka umfasst.

## Lage
Tøyen liegt zentral im östlichen Teil Oslos und grenzt im Süden an Grønland, im Westen an Sofienberg, im Norden an Ola Narr und im Osten an Kampen.

## Geschichte

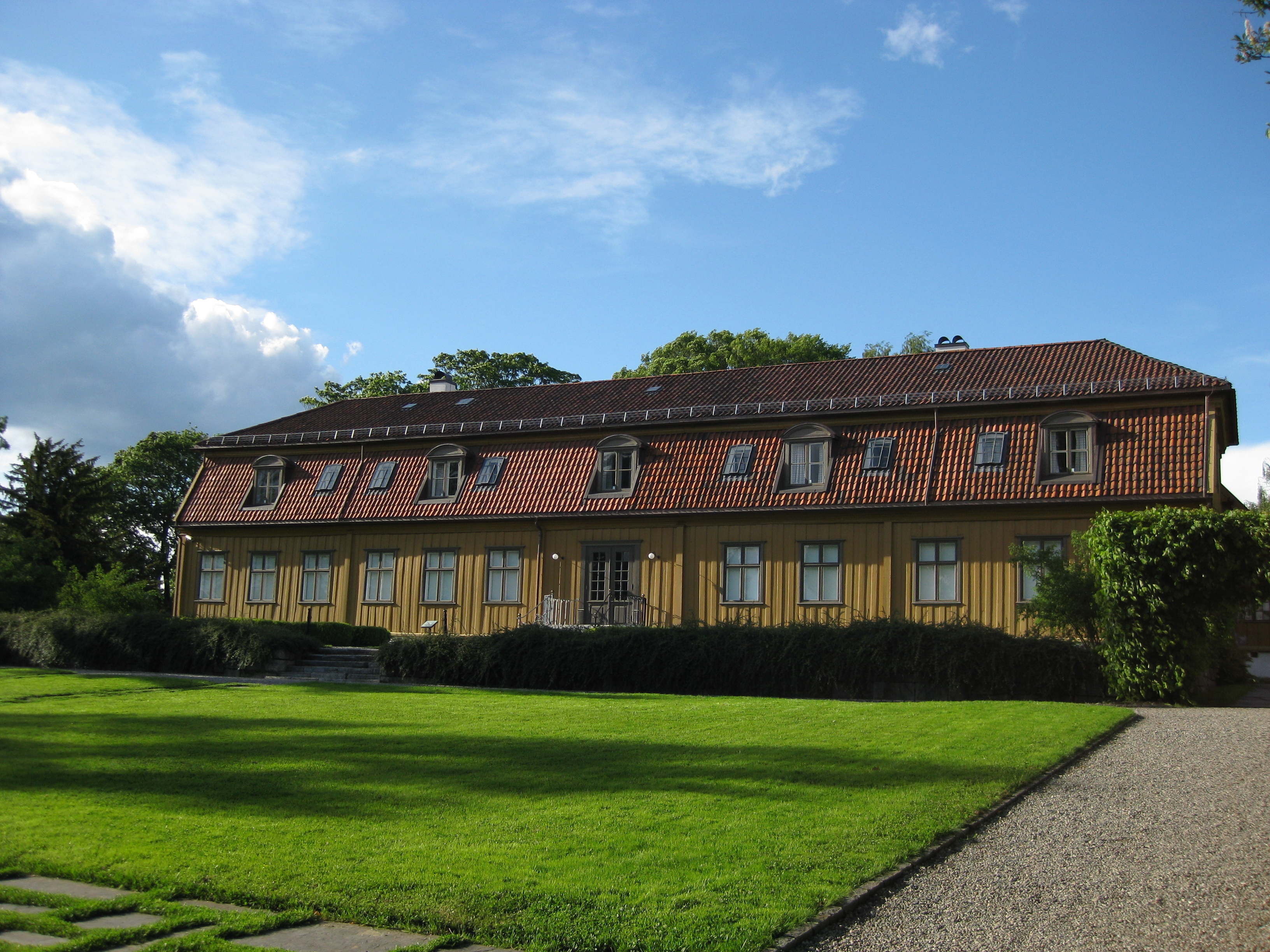
Tøyen Hovedgård

Der Name Tøyen stammt vom altnordischen Taðvín (tað- Dünger, Mist und vin- Wiese) ab und bezog sich zunächst auf Tøyen Hovedgard, einen der früheren Großbauernhöfe auf dem Gebiet des heutigen Oslos und ehemaliges Klostergut. Das Haupthaus von 1679 besteht noch heute und ist eines der ältesten bestehenden Holzgebäude Oslos.
1805 wurde das Gut von Johan Lausen Bull, damals Magistratspräsident in Christiania, dem heutigen Oslo, erworben. 1812 musste dieser den Hof für 170 000 Riksdaler an den norwegisch-dänischen König Friedrich VI. weiterverkaufen, welcher ihn der neugegründeten Universität Oslo vermachte.
Heute befindet sich das Naturhistorische Museum mit dem Botanischen Garten der Universität auf dem Gelände um das Hauptgebäude.
Ab den 1870er Jahren begann die Universität, Teile ihres Landbesitzes zu verkaufen. Auf dem Gelände wurden Mietshäuser in Backstein gebaut, die noch heute das Stadtbild bestimmen. Tøyen entwickelte sich damit zu einem Arbeiterviertel und zu einem der am dichtesten besiedelten Teile Oslos.